# Lemgo
Lemgo is een stad en gemeente in de Duitse deelstaat Noordrijn-Westfalen, gelegen in de Kreis Lippe. Lemgo is een universiteitsstad met 40.456 inwoners (31 december 2020) op een oppervlakte van 100,86 km².
Het is de op twee na grootste stad van het district Lippe en ligt 25 kilometer ten oosten van Bielefeld in het midden van de regio Ostwestfalen-Lippe. De stad behoort tot het administratieve district Lippe in het noordoosten van Noord-Rijnland-Westfalen.
Lemgo werd gesticht in 1190 op een kruispunt van belangrijke handelsroutes als een geplande stad door de heren van Lippe. De plaats naast Lippstadt in het district Soest is dus een van de oudste Lippe-steden. Sinds 1245 heeft Lemgo de stadsrechten, was in de late middeleeuwen lid van de Hanze en noemt zichzelf daarom ook de oude Hanzestad Lemgo. Het stadsbeeld wordt gekenmerkt door talloze laat-middeleeuwse gebouwen. Tot 1973 was Lemgo de zetel van het bestuur van het district Lemgo, dat ontstond in het kader van een districtshervorming in het district Lippe.
Lemgo is de zetel van de Technische Hochschule Ostwestfalen-Lippe (TH OWL) en is een van de drie regionale expertisecentra geworden in het technologienetwerk Intelligente Technische Systeme Ostwestfalen-Lippe. Landelijk staat de plaats ook bekend om het succes van het Bundesliga-handbalteam TBV Lemgo. De stad wordt gekenmerkt door de landelijke omgeving van het Lippe Bergland, de grootste industrieën zijn metaalbewerking, de vervaardiging van tandheelkundige instrumenten, mechanische engineering, industriële elektronica en de dienstensector.

## Delen van Lemgo

Ligging van de Ortsteile van Lemgo

- Lemgo zelf (26.877 inwoners)
- Brake, (5.022), iets ten zuiden van de stad zelf, met bezienswaardig kasteel (zie onder)
- Brüntorf (643)
- Entrup (960); het dorp heeft een lutherse kerk met een oude, markante klokkentoren, waarin een in 1398 gegoten kerkklok hangt (de Stumpfe Turm)
- Hörstmar (1.406)
- Leese (603)
- Lieme (2.603), met fraaie kerk
- Lüerdissen (766), niet te verwarren met Lüerdissen bij Stadtoldendorf
- Matorf-Kirchheide (1.511)
- Rhiene (-)
- Trophagen (177)
- Voßheide (1.179)
- Wahmbeck (894)
- Welstorf (167)
- Wiembeck (163)

Totaal gemeente: 42.971 personen, onder wie 41.440 met "hoofdwoning" en 1.581 met "nevenwoning".
De getallen tussen haakjes geven het aantal inwoners per 31 december 2019 aan, inclusief tweede-woningbezitters, asielzoekers met een tijdelijke verblijfsvergunning etc. ( met "nevenwoning"). Deze cijfers zijn ontleend aan op de gemeentelijke website downloadbare statistieken.

## Ligging, verkeer, vervoer
De stad ligt in heuvelachtig gebied aan een rivier, Bega genaamd. Dit is een zijrivier van de Werre. 
Lemgo ligt aan de Bundesstraße 238,  12 km ten noorden van Detmold. De noordoostelijke buurgemeente van Lemgo is Kalletal. Rinteln ligt dan weer ongeveer 12 km verder ten noord-noordoosten van Kalletal.
Via de B66 bereikt men vanuit Lemgo, westwaarts rijdend, na 9 km Lage en nog 13 km verder afrit 27 van de Autobahn A2. Rijdt men rechtdoor, dan bereikt men na nog 7 km door de voorsteden van Bielefeld  de Sparrenburg in het hart van die stad.
Een andere weg loopt oostwaarts via Barntrup (19 km) naar Hamelen, dat in totaal 40 km ten oosten van Lemgo ligt.
Lemgo, dat een Hauptbahnhof aan de zuidkant van het stadscentrum en een speciale halte voor de hogeschool één km verder oostwaarts heeft, ligt aan de spoorlijn van Lage naar Barntrup. Het traject westwaarts naar Lage wordt door stoptreinen bediend in een (uurdienst). Er zijn plannen, om in de jaren 2020 weer reizigerstreinen verder naar Barntrup te laten rijden.
De stad beschikt over een stadsbusnet (busstation bij de Johanneskerk aan de westkant van de Mittelstraße, 1 km ten noorden van het centrale treinstation), met lijnen naar bijna alle hierboven genoemde Stadtteile van Lemgo.

## Economie
Een belangrijke factor in de economie van de stad is de gerenommeerde technische hogeschool met de naam Technische Hochschule Ostwestfalen-Lippe. Dit instituut heeft nevenvestigingen in Detmold en Höxter. Deze hogeschool trekt door haar activiteiten ook jonge, innovatieve startende ondernemers naar Lemgo.
Industriële bedrijven van betekenis in Lemgo zijn het Duitse filiaal van een verlichtingsarmaturenindustrie uit Oostenrijk, een fabriek van autostoelen (die de bekende handbalclub sponsort), en een fabriek van tandartsinstrumenten. 
Daarnaast is er, vooral aan de westkant van Lemgo langs de nieuwe L712, die langs Bad Salzuflen naar afrit 28 (Lippe) van de  Autobahn A2 loopt, veel midden- en kleinbedrijf.
Vanwege het historisch stedenschoon is ook het toerisme belangrijk voor Lemgo.

## Geschiedenis
Lemgo werd, evenals enkele jaren later het kasteel van het naburige Brake,  rond 1190 gesticht door Bernhard II van Lippe op het kruispunt van twee belangrijke handelswegen: die van Utrecht naar Brunswijk en die van Keulen en Paderborn naar Bremen. Vanaf 1295 was het lid van de Hanze. Het zou lang de voornaamste stad van het Lipperland blijven.
De streken rondom Lemgo werden lang gekenmerkt door grote armoede. Veel mannen gingen tussen 1650 en 1900 in het voorjaar naar o.a. Nederland om als zgn. hannekemaaiers, seizoenarbeiders, hun brood te verdienen met -onder zware arbeidsomstandigheden- gras maaien of bakstenen maken, om dan de winter weer in eigen dorp door te brengen.
In 1527 ging Lemgo over tot de reformatie. Toen het  graafschap Lippe kort na 1600 gereformeerd werd, bleef de stad Lemgo als enige plaats in het graafschap luthers. In 1584 gingen de graven het Slot Brake bewonen, dat zich nog steeds bij Lemgo bevindt. Tussen 1667 en 1683 vond in Lemgo een groot aantal heksenprocessen plaats.
De burgemeester van Lemgo ten tijde van het Derde Rijk en de Tweede Wereldoorlog, Wilhelm Gräfer, probeerde in april 1945 bloedvergieten te voorkomen door zijn stad aan de oprukkende Amerikaanse troepen over te geven. De plaatselijke Duitse legercommandanten werkten hier echter niet aan mee en Gräfer werd wegens hoogverraad gefusilleerd.
Tijdens de Tweede Wereldoorlog werd Lemgo niet gebombardeerd, waardoor het historische stadscentrum, een van de fraaiste van heel Noordrijn-Westfalen, grotendeels in zijn oorspronkelijke staat bewaard is gebleven.

## Bezienswaardigheden / toerisme
- Het raadhuis in Wezerrenaissance-stijl is volgens UNESCO  een cultuurmonument van Europees niveau.
- Kasteel Schloss Brake,  tussen Lemgo-stad en het dorp Brake, waarin zich een aan de Wezerrenaissance gewijd historisch en architectuurmuseum bevindt.
- Het Hexenbürgermeisterhaus, voltooid in 1571 herbergt een streekmuseum met extra aandacht voor de geschiedenis van de heksenvervolging in de stad in de 17e eeuw.
- De in de 14e eeuw op de plaats van een oudere kerk  gebouwde gotische hallenkerk  Nikolaikirche heeft een geheel protestants kerkinterieur. Opvallend is de kansel, die omstreeks 1600 gemaakt is,  en een aantal wandborden ter herinnering aan in de kerk begraven prominente Lemgoërs.
- De vroeggotische Marienkirche, voltooid 1279, begin 16e eeuw aangepast voor de lutherse eredienst, na 1850 ingrijpend gerenoveerd, bezit een zeldzaam, zeer oud kerkorgel uit 1613. https://www.youtube.com/watch?v=-c6shR2E4-M
- De west-oost lopende Mittelstraße is een belangrijke, autovrije winkelstraat in het stadscentrum met ook een aantal fraaie gebouwen en horecagelegenheden. De Mittelstraße loopt van het busstation in het westen langs o.a. de Markt, het raadhuis en de Nicolaikirche oostwaarts. Wie bij de apotheek zuidwaarts de Kramerstraße in loopt,komt via de Breite Straße uit bij het Hexenbürgermeisterhaus.
- Het Junkerhaus (1889) is een creatie van de eigenzinnige kunstenaar Karl Junker en een klein, aan hem gewijd museum.
- Ten noordoosten van de stad ligt een bebost gebied, de Lemgoer Mark met heuvels tot 347 m boven  zeeniveau. Hier kan men mooie wandelingen maken.
- De stad maakt deel uit van diverse langeafstandsfietsroutes.

## Galerij

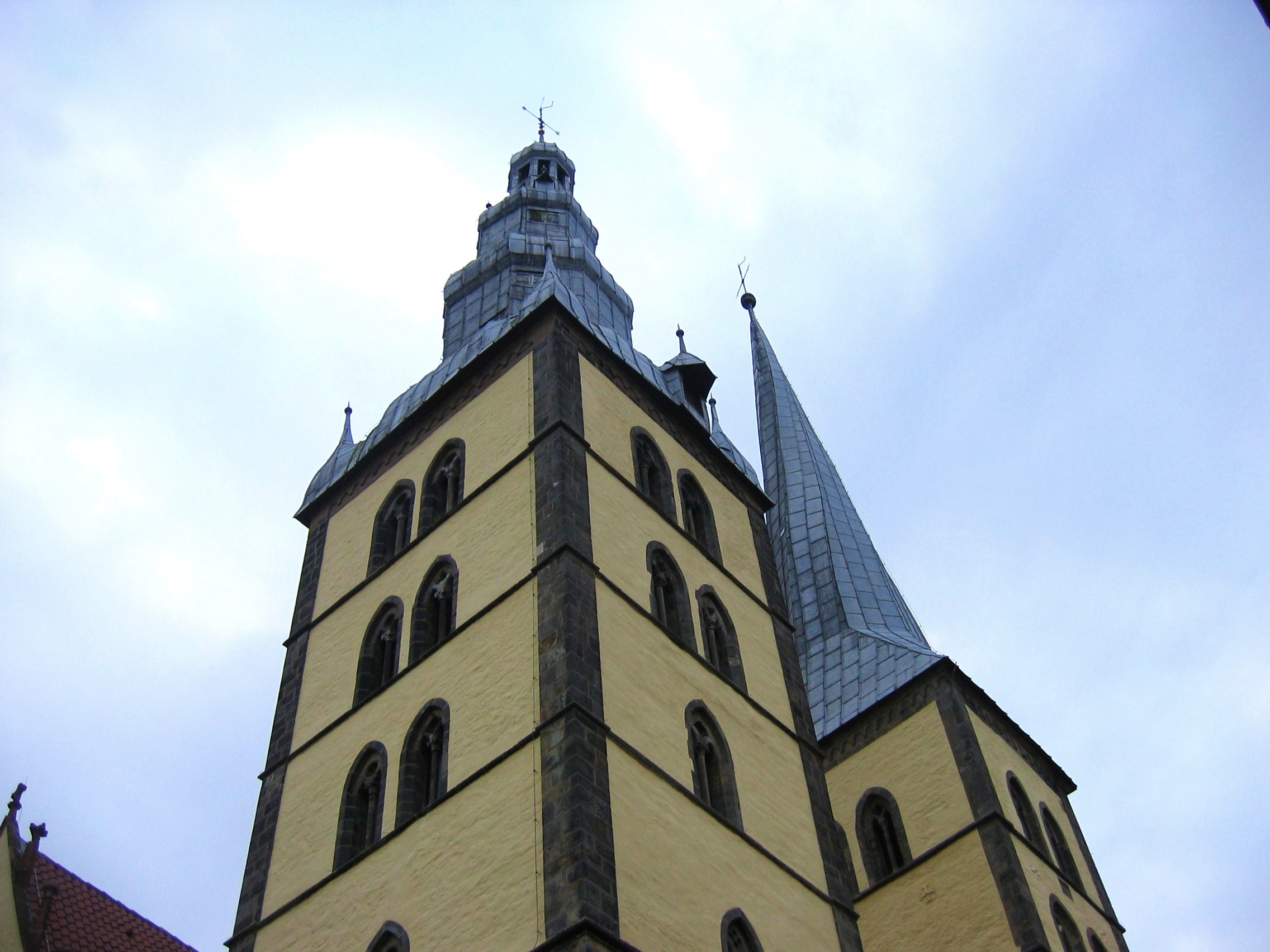
De gedraaide toren van de Sint-Nicolaaskerk
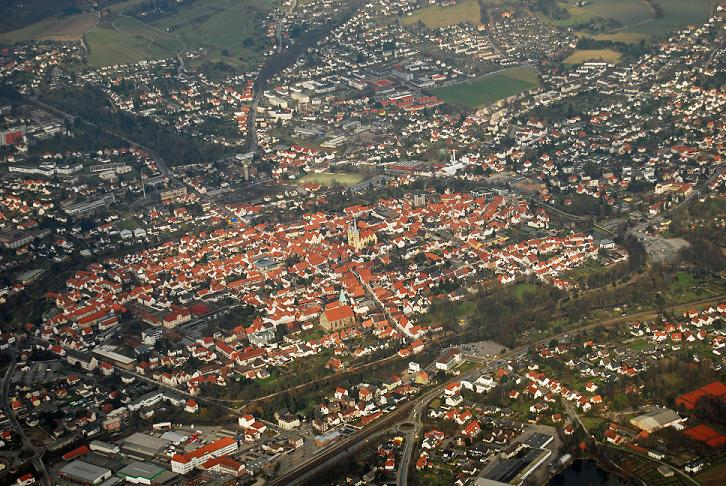
De stad vanuit de lucht
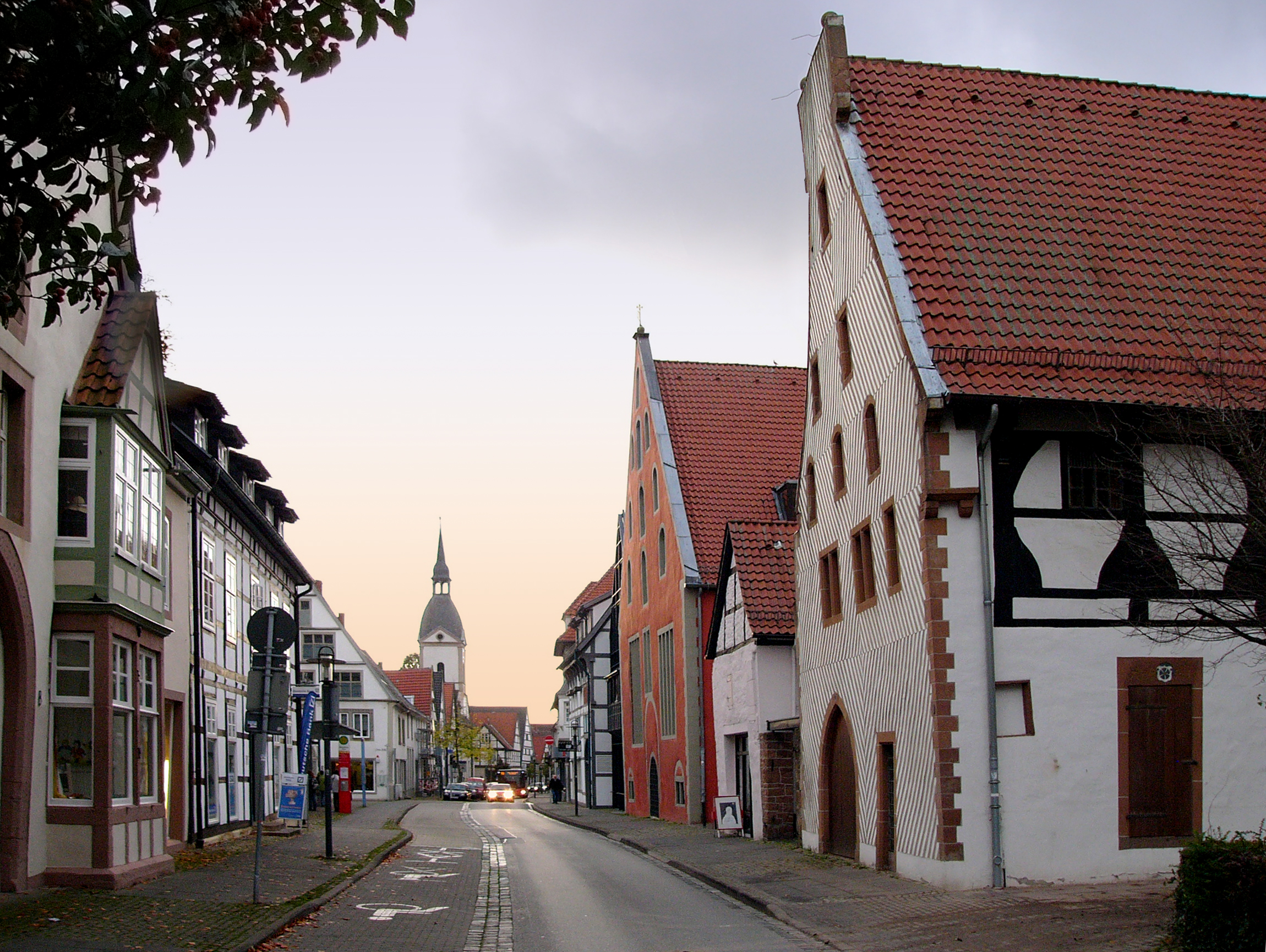
Papenstraße
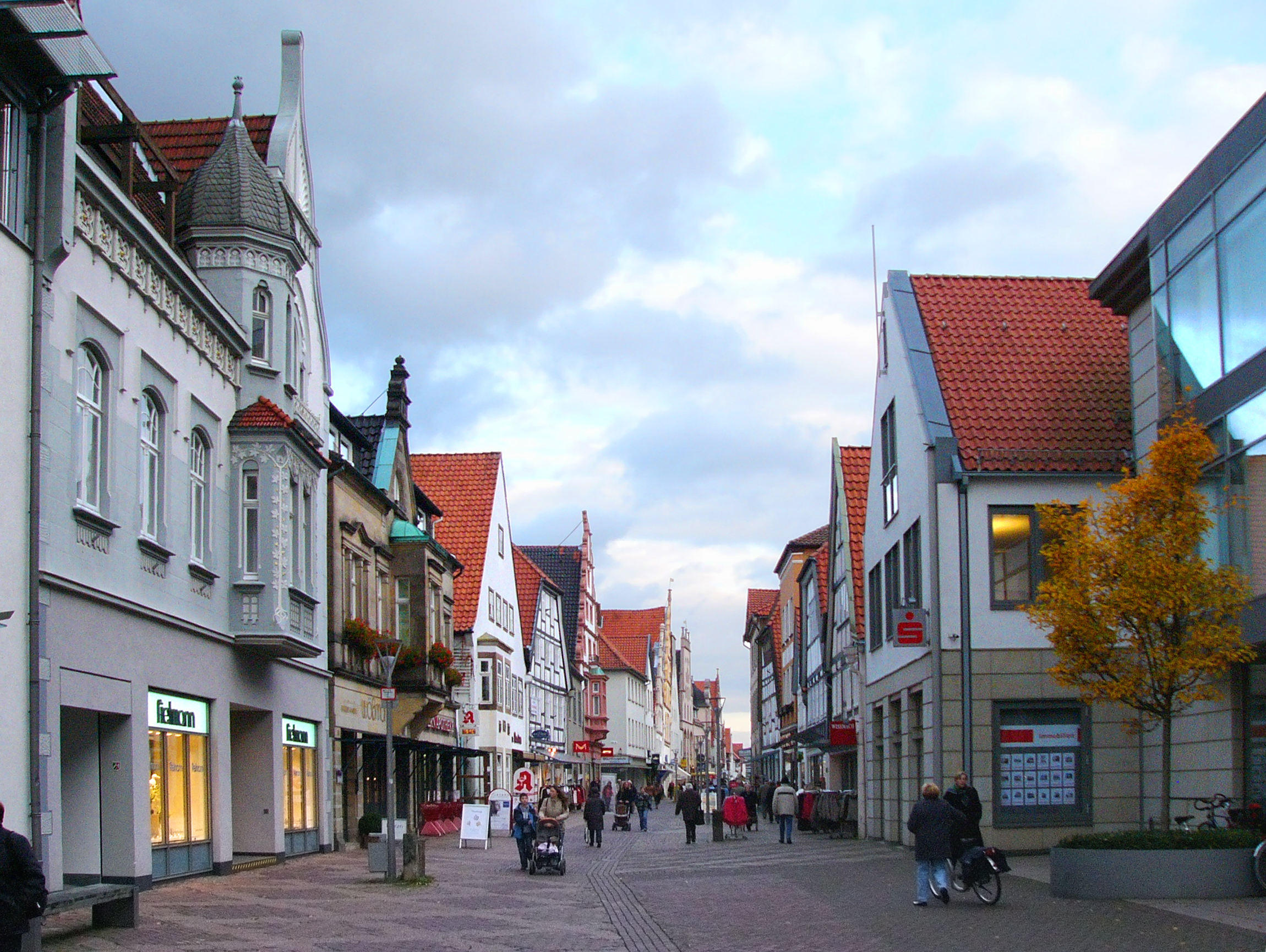
Mittelstraße
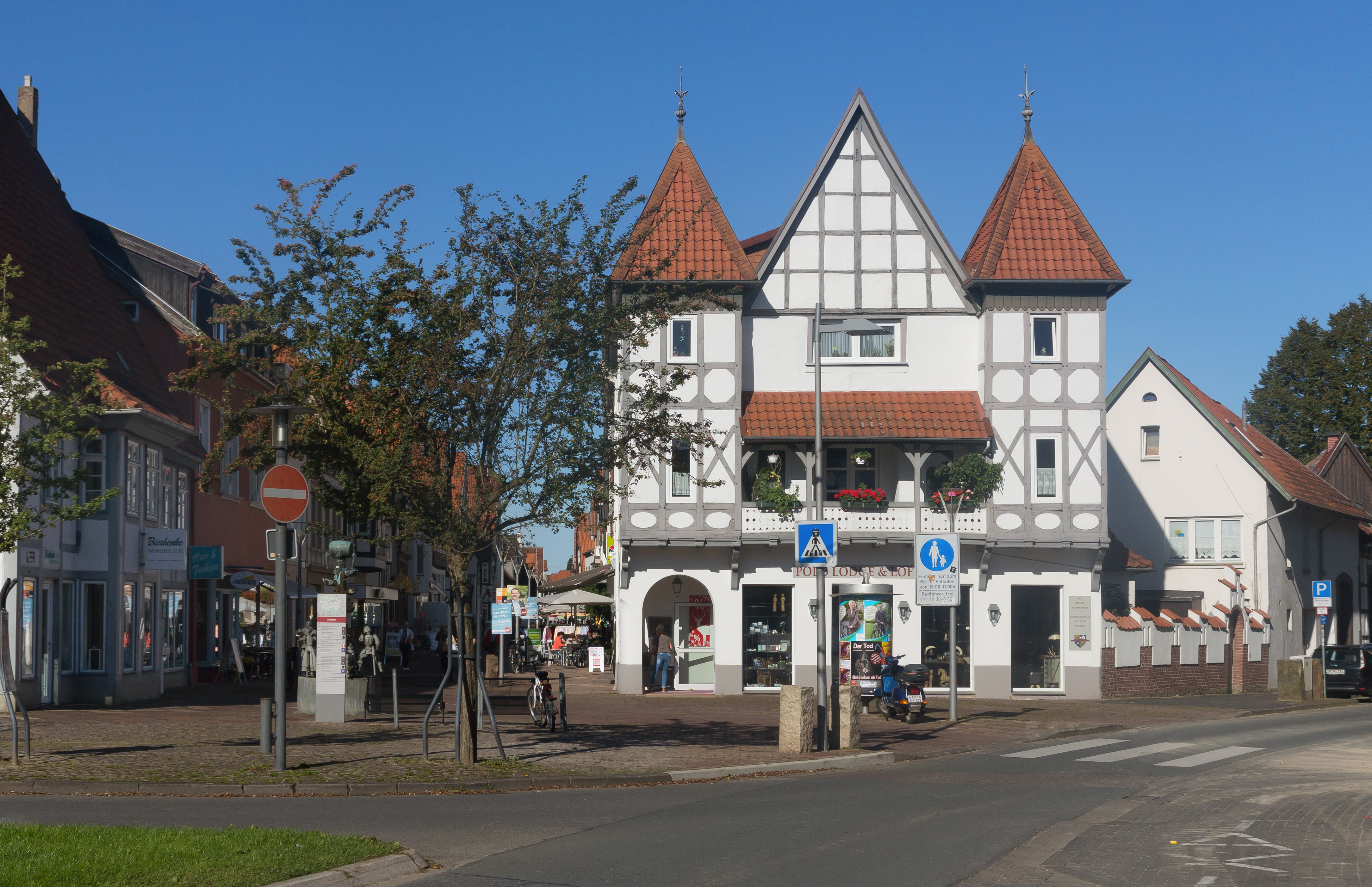
Monumentaal pand aan de Mittelstraße
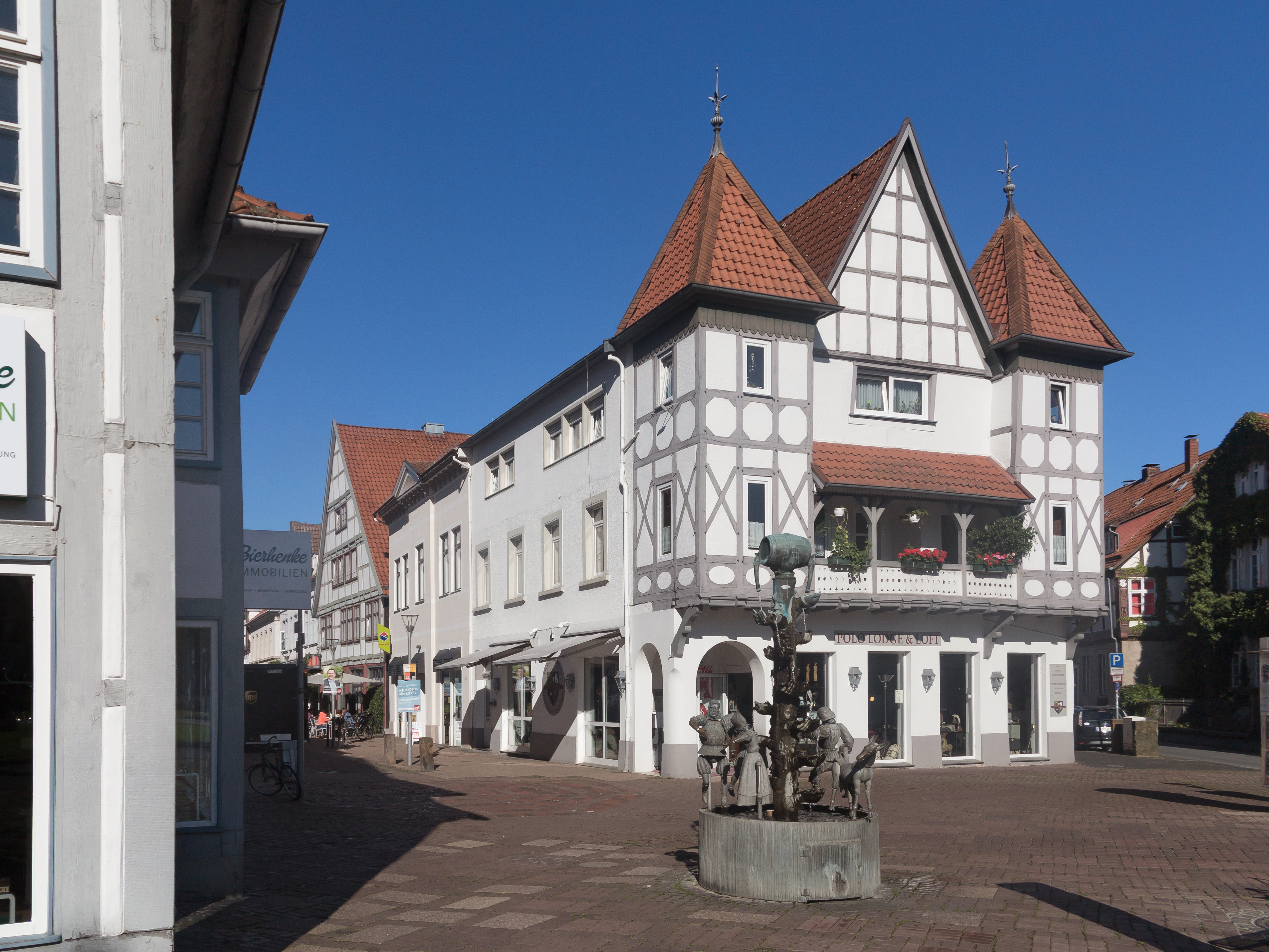
Sculptuur bij de Mittelstraße-Ostertor-Papenstraße
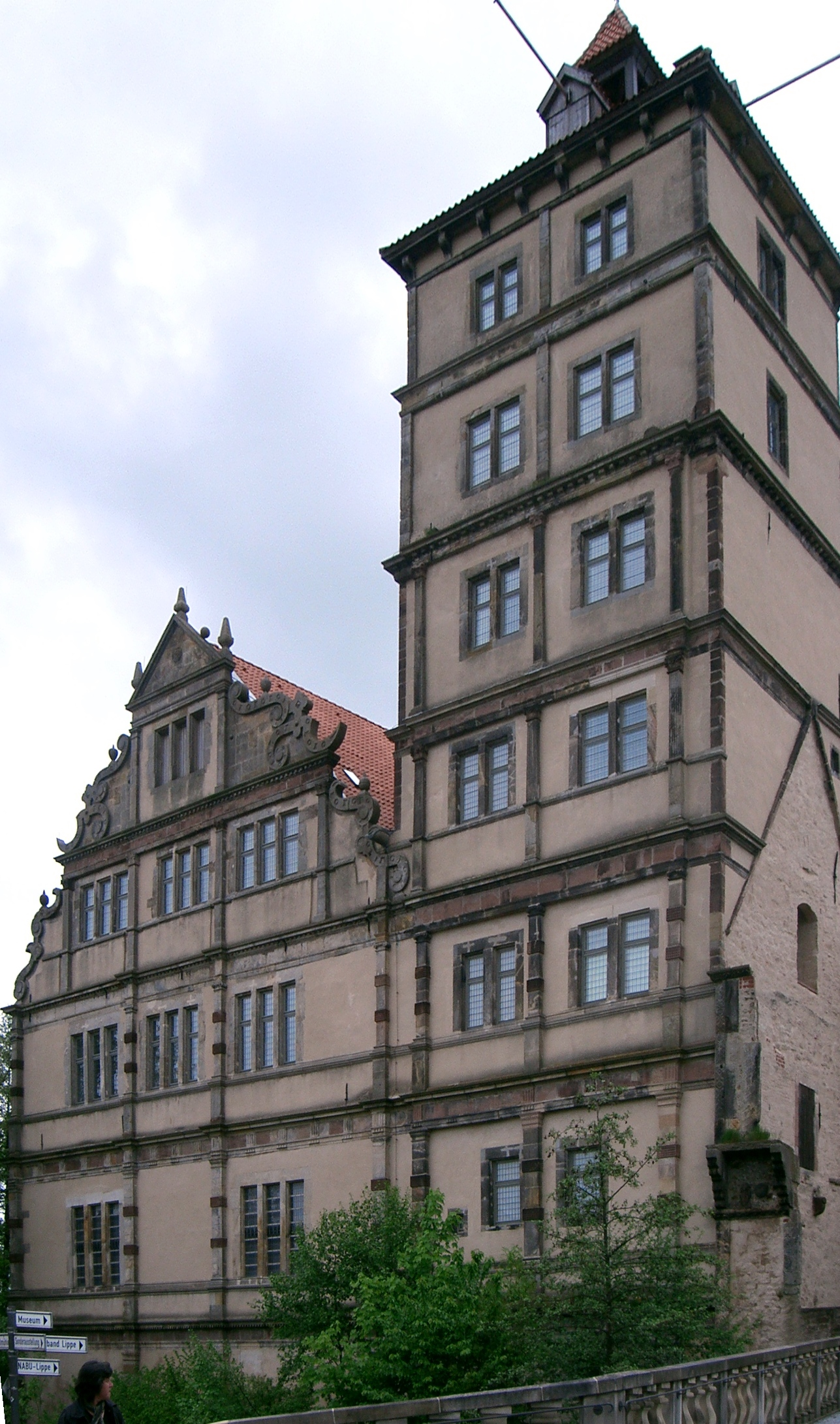
Schloss Brake
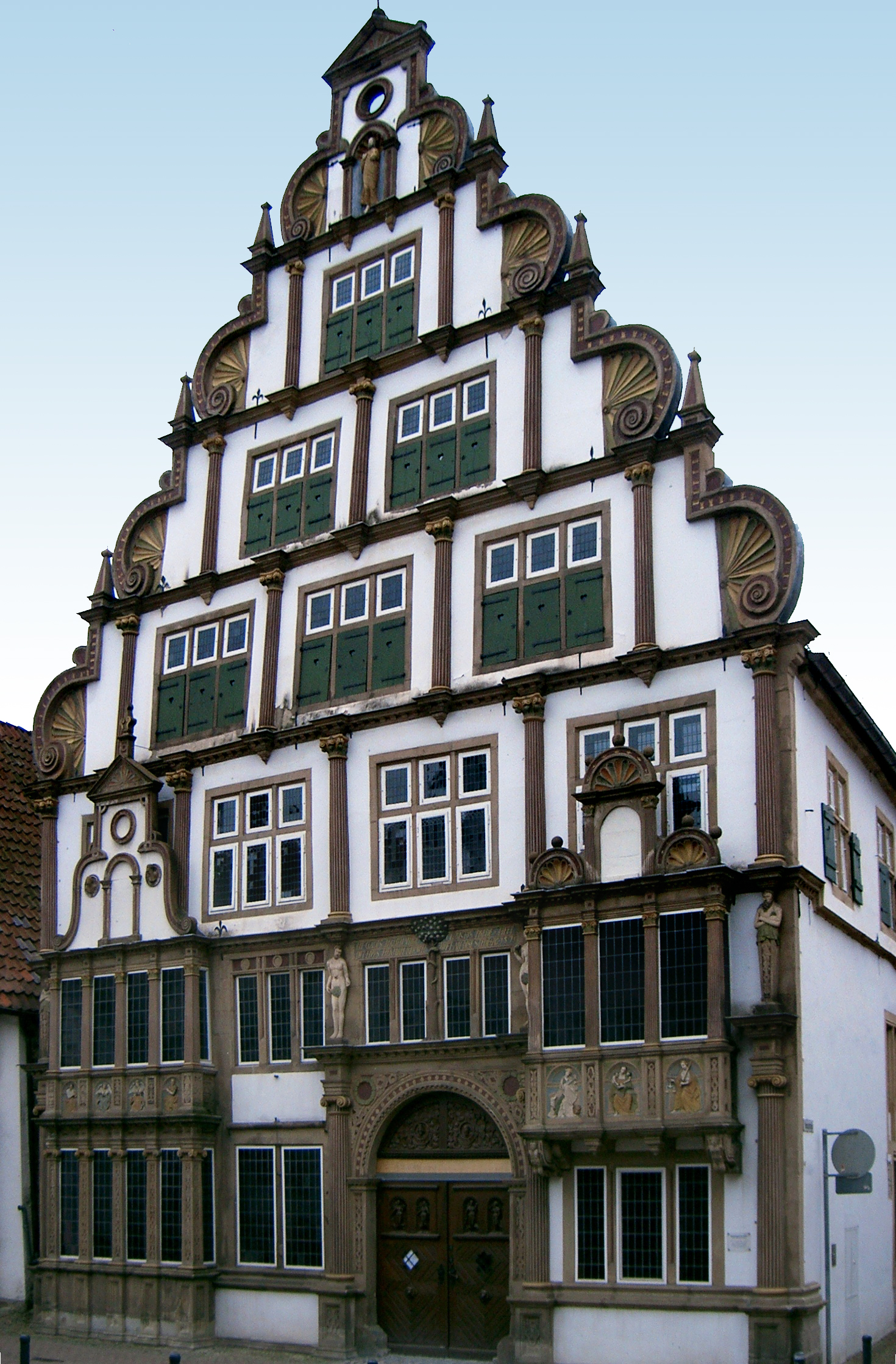
Hexenbürgermeisterhaus
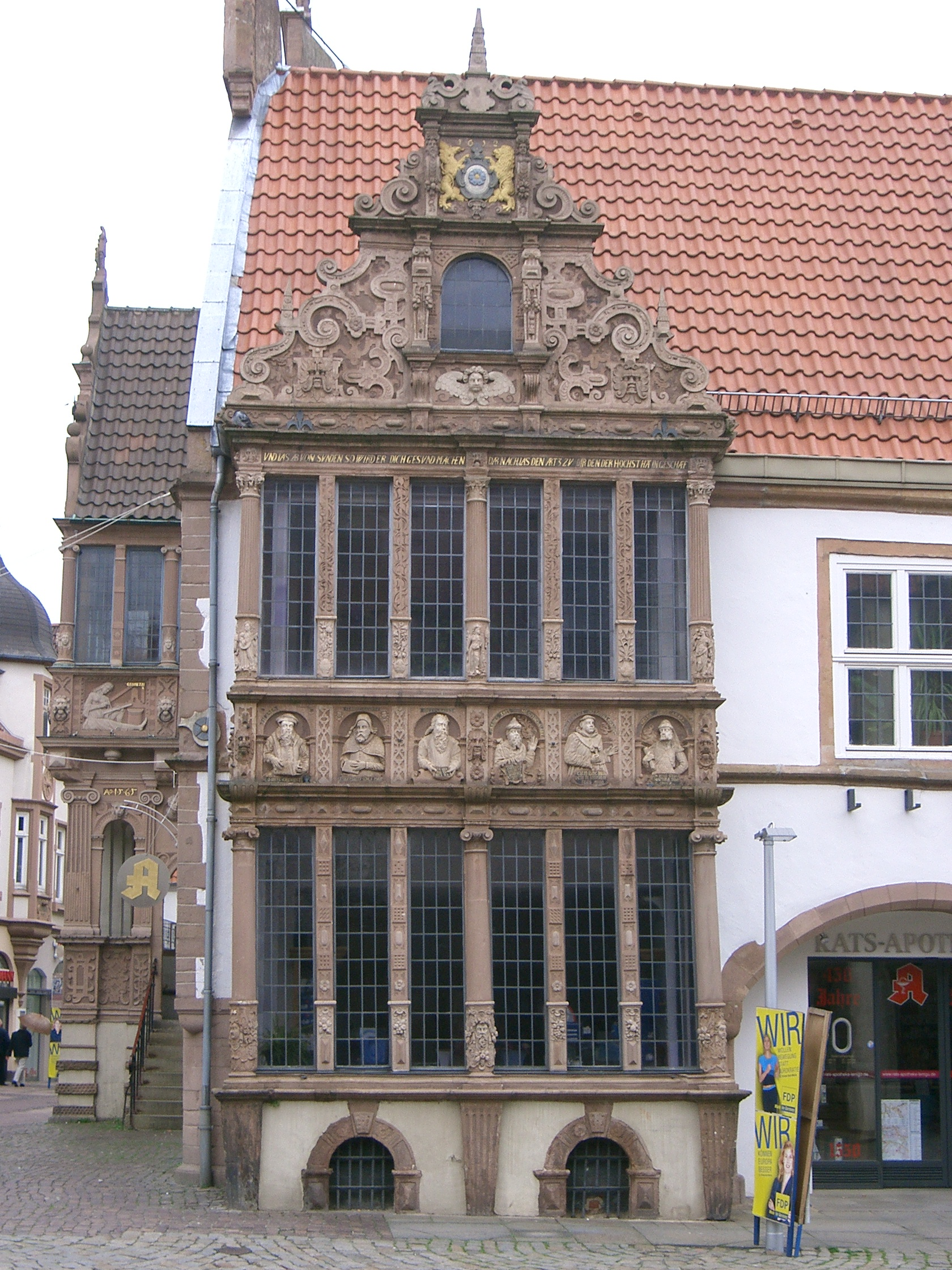
Raadhuis
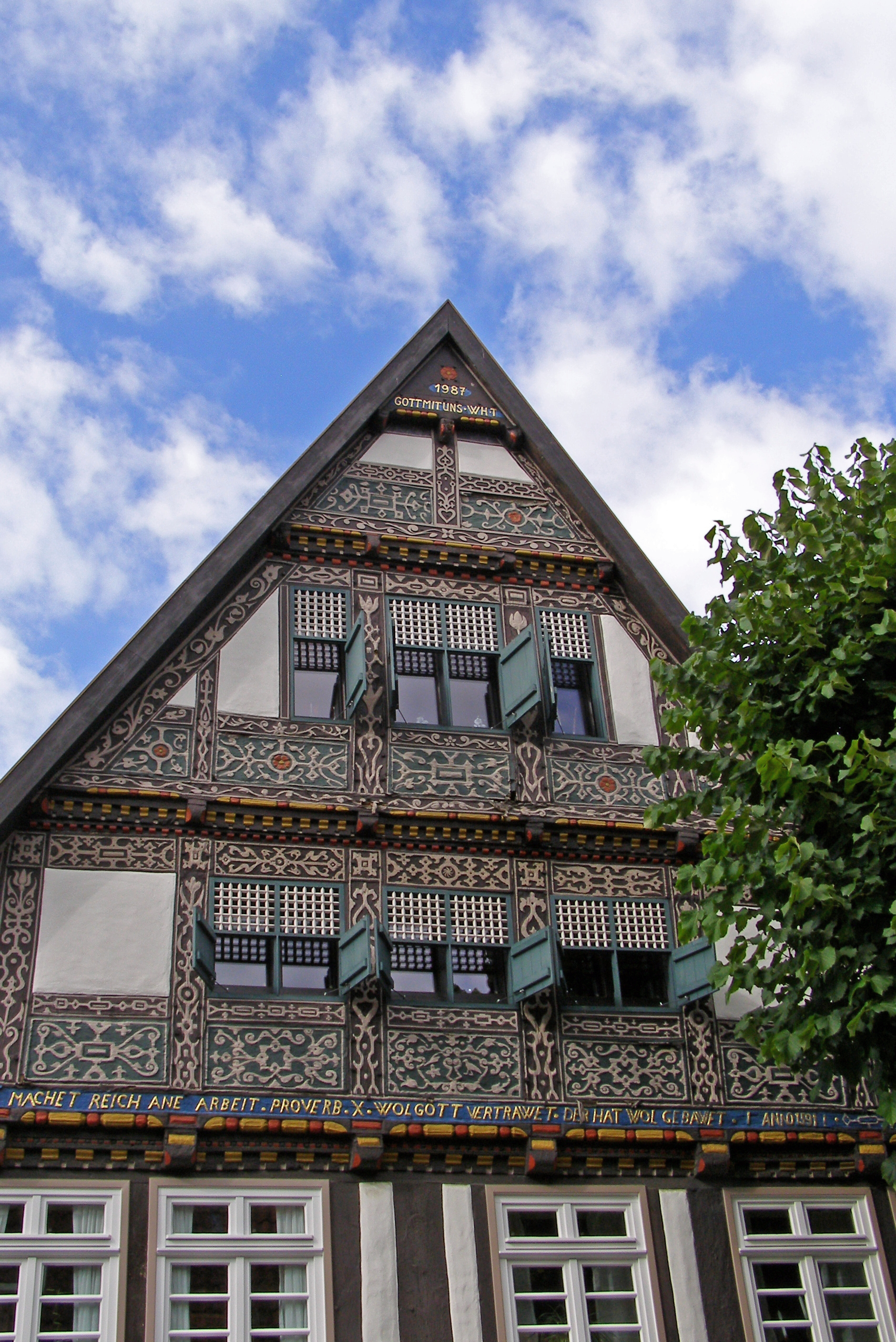
Oud Bakhuis
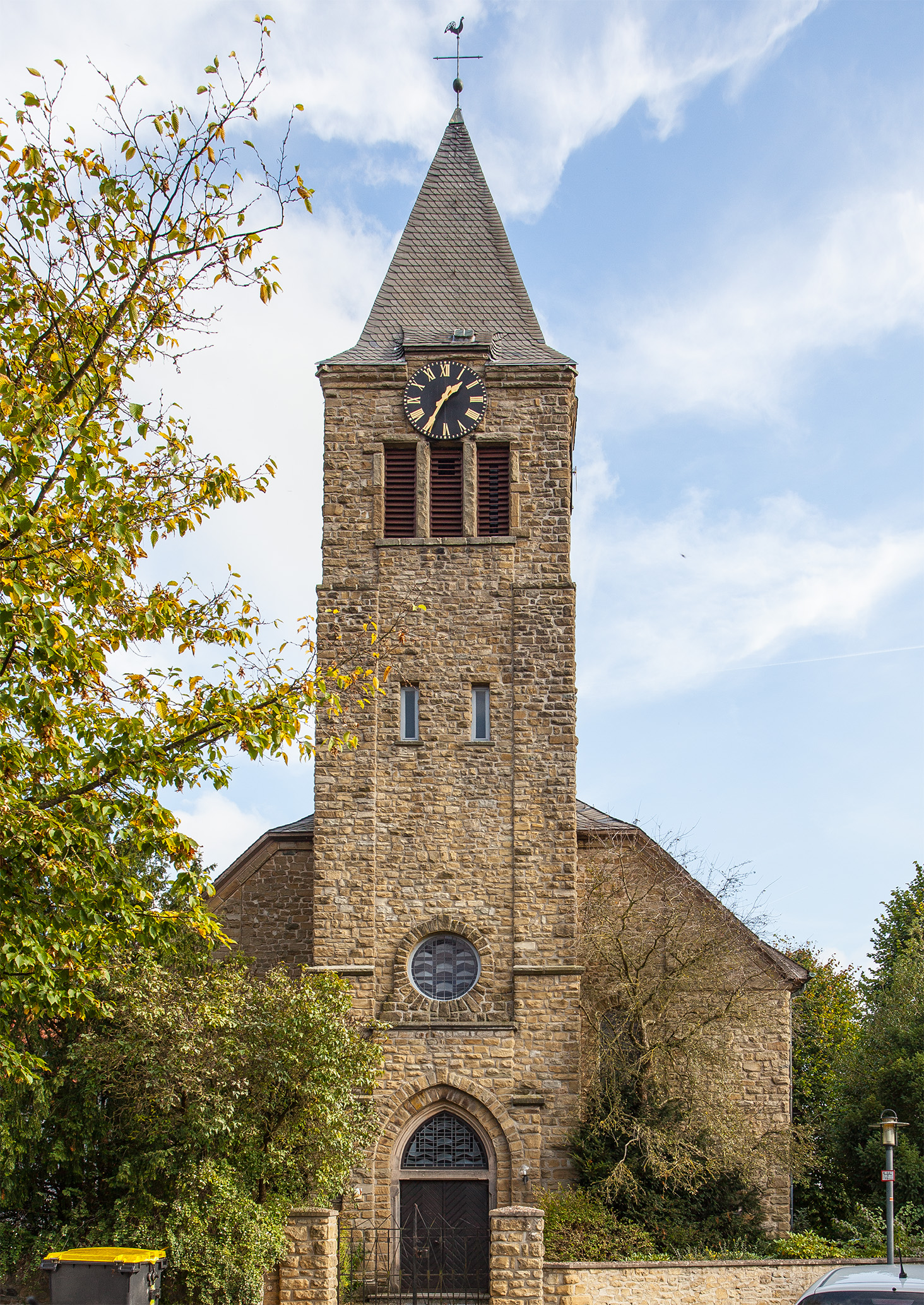
Protestantse kerk in Lieme

## Sport
Lemgo is op sportgebied vooral bekend door de reeds in 1911 opgerichte sportvereniging TBV Lemgo, en met name de  mannen- handbalploeg van die vereniging.
Deze ploeg is een vaste waarde in de Handball-Bundesliga, de hoogste Duitse competitie in de handbalsport. In 1997 en 2003 werd de club kampioen van Duitsland. In 1996 won TBV Lemgo de EHF Cup Winners’ Cup. In 2006 en 2010 werd de EHF Cup gewonnen. 
De club beschikt over een overdekt stadion met 5.000 zitplaatsen, de Phoenix Contact Arena ( nabij de campus van de Technische Hogeschool). Deze hal is overigens ook voor andere evenementen geschikt.
Ook enige Nederlandse tophandballers spelen voor deze ploeg of hebben daarvoor gespeeld.
Tot hen behoren Fabian van Olphen, doelman; Bobby Schagen, rechterhoekspeler, en Dani Baijens, mid-achter.

## Bijzondere personen in relatie tot de stad

### Geboren
- Simon VII van Lippe-Detmold (1587-1627),  graaf van Lippe-Detmold van 1613 tot 1627.
- Simon Lodewijk van Lippe-Detmold (1610-1636),  graaf van Lippe-Detmold van 1627 tot zijn dood in 1636
- Hermann Cothmann (1629-1683), burgemeester van Lemgo, lid van een machtige regentenfamilie uit Lemgo, evenals zijn voorganger Heinrich Kerkmann vanwege zijn rol bij de heksenprocessen in zijn tijd berucht als de Hexenbürgermeister; Cothmann zou ook politieke tegenstanders binnen het stadsbestuur als heks of tovenaar hebben laten terechtstellen. Het huis, waar Cothmann woonde, is nu bekend als het Hexenbürgermeisterhaus.
- Engelbert Kaempfer (1651-1716), bioloog en Japan-kenner, geboren in Lemgo en overleden in Liene, gem. Lemgo
- Johann Lorenz Benzler (1747-1817), auteur, bibliothecaris en vertaler
- Christian Konrad Wilhelm von Dohm (1751-1820), diplomaat, jurist en schrijver, aanhanger van de Verlichting, maakte zich in zijn geschrift Über die bürgerliche Verbesserung der Juden uit 1781, evenals Moses Mendelssohn sterk voor een verbetering van de maatschappelijke positie van de Joden in Europa.
- Karl Junker (1850-1912), Duits kunstenaar
- Gebroeders Fred (1876-1932) en August Duesenberg (1879-1955), na hun emigratie naar de Verenigde Staten na 1920 autofabrikanten
- Peter Orloff (*1944), Duits schlagerzanger
- Burkhard Balz (*1969), Duits politicus en bankier
- Nicole Helbig (*1970), Duits producente en onderneemster op het gebied van kunstnijverheid, bekend van ook in het Nederlands verschenen " knutselboeken" over zelf sieraden maken, bekend i.v.m. het merk Creadiva.
- Jan Philip Scheibe (*1972), Duits kunstenaar, vooral op het gebied van licht-installaties, heeft ook in Nederland geëxposeerd
- Andre Begemann (*1984), Duits tennisser, was vooral in het dubbelspel succesvol
- Dominic Klemme (*1986), Duits profwielrenner; ook zijn minder succesvolle broer Daniel (*1991) was enige tijd wielerprof
- Kirsten Nesse (1995), Duits voetbalster

### Overleden
- Kurt Student (1890-1978), generaal bij de Duitse luchtmacht, 'vader' van de Duitse Fallschirmjäger
- Karla Raveh (1927-2017), geboren en overleden in Lemgo, Joods Holocaust-getuige, overleefde Auschwitz; haar memoires zijn in 1987 door een bevriende lerares aan het gymnasium te Lemgo uitgegeven. Zij is ereburgeres van Lemgo.

## Trivia
Over Lemgo wordt de volgende sage verteld:
In 1675 belegerde de bisschop van  Münster, Christoph Bernhard von Galen, de protestantse vestingstad Lemgo, maar wist die niet in te nemen. Toen zouden de Lemgoërs overmoedig zijn geworden en stuurden "Bommen-Berend" een os met tussen diens hoorns een bordje met daarop de tekst: Evenmin als een os kan leren zingen,  kan Bernhard von Galen de stad Lemgo bedwingen. De bisschop zou daarna woedend gezworen hebben, de stad te vernietigen en op de plaats daarvan haver te zaaien. De bisschop liet daarna het riviertje de Bega omleiden en sloot de stad in. Zo ontstond er in de stad gebrek aan water en voedsel, met een hongersnood als gevolg. De burgers van Lemgo moesten zich aan Van Galen overgeven. De burgemeester en de raadsleden verschenen in boetekleed voor de bisschop en smeekten nederig om genade. De bisschop zou, hierdoor ontroerd, deze genade ook hebben verleend. Wel liet hij, na het bezetten van de stad, in één straat het plaveisel weghalen, en alsnog haver zaaien. Daarom heet een noordwaarts lopende zijstraat van de Mittelstraße  in de binnenstad van Lemgo nog altijd de Haferstraße.